# 萨穆埃莱·隆戈
萨穆埃莱·隆戈（義大利語：Samuele Longo；1992年1月12日—），是一名意大利职业足球运动员，司职前锋，目前效力於意乙俱乐部维琴察。

## 俱乐部生涯

### 青年队
隆戈出生在瓦尔多比亚德尼，早期在特雷维索足球俱乐部接受足球青训，2009年1月被意大利足球甲级联赛球队国际米兰买入。2010年2月，他被租借到皮亚琴察青年队，但在预备队联赛出场机会寥寥。2010/11赛季，隆戈在国际米兰预备队中只是一名替补前锋，上半赛季出场11次，仅有两次首发。2011年1月，国际米兰从热那亚买入安德烈亚·拉诺基亚并租借侯赛因·哈尔贾。作为这两笔交易的一部分，隆戈被租借到热那亚，热那亚在租借到期后可以选择买入他的一半所有权。隆戈成为热那亚预备队的主力前锋，帮助热那亚打进预备队联赛季后赛半决赛。赛季结束后，热那亚激活附加条款，以500欧元的象征性金额购入隆戈的一半所有权。
2011年7月，隆戈回到国际米兰，成为预备队主力前锋，帮助国际米兰预备队在2012年3月获得首届下一代系列赛冠军。6月6日，他在预备队联赛季后赛半决赛上演帽子戏法，其中包括第120分钟的制胜进球，帮助国际米兰预备队4比3击败AC米兰预备队进入决赛。在决赛中，他又射进一球，国际米兰3比1击败拉齐奥预备队获得预备队联赛季后赛冠军，隆戈当选为赛事最佳球员的称号。

### 国际米兰
2011/12赛季，隆戈获得国际米兰一线队81号球衣。虽然他在赛季季前赛得到4次出场机会，但最终没有入选国际米兰征战2011/12赛季欧洲联赛冠军的B名单（即青年球员组成的名单）。2012年3月底，预备队主教练安德烈·斯特拉马乔尼接替克劳迪奥·拉涅利成为国际米兰新任主帅，隆戈也被提升到一队。5月13日，隆戈在2011/12赛季意甲最后一轮国际米兰1比3不敌拉齐奥的比赛中替补安德雷·波利登场，完成职业生涯的首秀。
2012年6月，热那亚的体育主管彼得罗·洛莫纳科（Pietro Lo Monaco）一度声称隆戈的共有合同更新，他在2012/13赛季将为热那亚出赛。 但是在共有权归属确定的最终日期前，国际米兰宣布和热那亚对两队的共有球员做了一系列交换，隆戈和菲利切·纳塔利诺的所有权归属国际米兰，而尤拉伊·库茨卡的所有权归属热那亚。 8月9日，他在国际米兰对阵哈伊杜克的欧联杯资格赛中出场，第一次亮相俱乐部洲际比赛。

### 西班牙人
2012年8月28日，西班牙足球甲级联赛球队西班牙人宣布租借隆戈一个赛季。 9月2日，隆戈在第一次代表西班牙人出场即取得职业生涯的首个联赛进球，但最终球队仍在客场以2比3的比分输给莱万特。

## 国家队生涯
2011年4月，隆戈首次入选意大利U19国家队，但只参加了一场友谊赛，没能参加2011欧洲U19足球锦标赛预选赛。8月，他被路易吉·迪比亚吉奥招入意大利U20国家队。2012年4月，隆戈首次入选意大利U21国家队，他在意大利U21国家队4比1击败苏格兰U21的友谊赛中替补恩莫比尼出场，并射进一球。